# Université Thierno Amadou Diallo
 (octobre 2013).
Si vous disposez d'ouvrages ou d'articles de référence ou si vous connaissez des sites web de qualité traitant du thème abordé ici, merci de compléter l'article en donnant les références utiles à sa vérifiabilité et en les liant à la section « Notes et références ».
L'université Thierno Amadou Diallo (ou UTAD) est une université privée située dans la ville de Conakry, capitale de la République de Guinée. 

## Formations

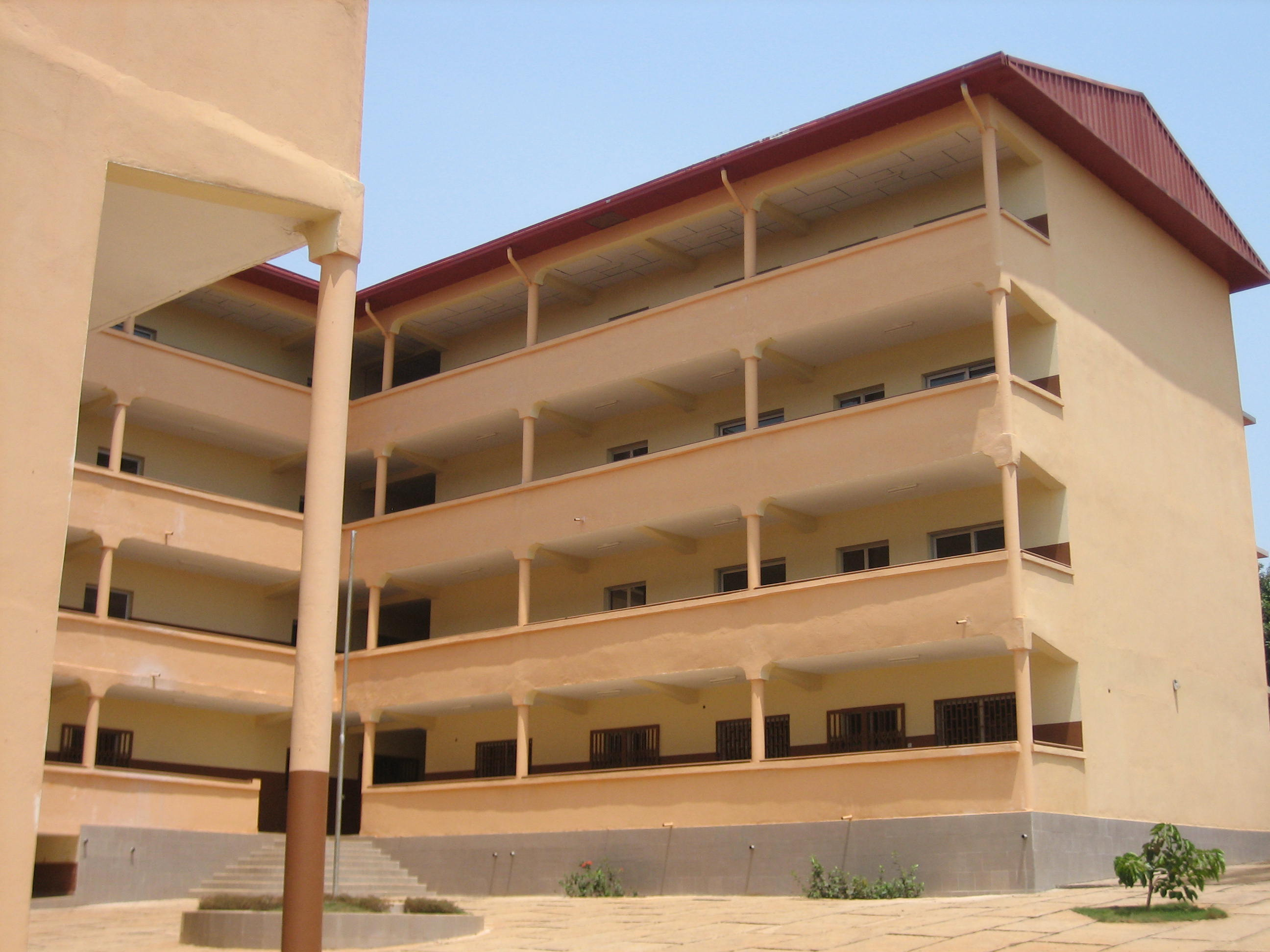
Façade de l'UTAD.

L'UTAD propose des formations dans les domaines suivants :
- Administration des affaires
- Sciences économiques et gestion
- Sciences juridiques et politiques
- Méthodes informatiques appliquées à la gestion des entreprises
- Mines et géologie
- Sociologie
- Logistique et transport